# پل فسلر
پل فسلر (آلمانی: Paul Fässler; ۱۳ ژوئن ۱۹۰۱ – ۲۶ مارس ۱۹۸۳) بازیکن فوتبال اهل سوئیس بود.
از باشگاه‌هایی که در آن بازی کرده‌است می‌توان به باشگاه ورزشی یانگ بویز برن اشاره کرد.
وی در مسابقات کشوری و بین‌المللی در مجموع برندهٔ ۱ مدال نقره شده‌است.